# 獵人裝甲戰鬥車
獵人裝甲戰鬥車，為新加坡陸軍國產的裝甲戰鬥車輛，由新加坡科技動力有限公司（新加坡科技工程有限公司子公司）、新加坡國防科技局和新加坡陸軍研製，用以汰換新加坡陸軍老舊的M113裝甲運兵車，於2019年服役。

## 歷史沿革

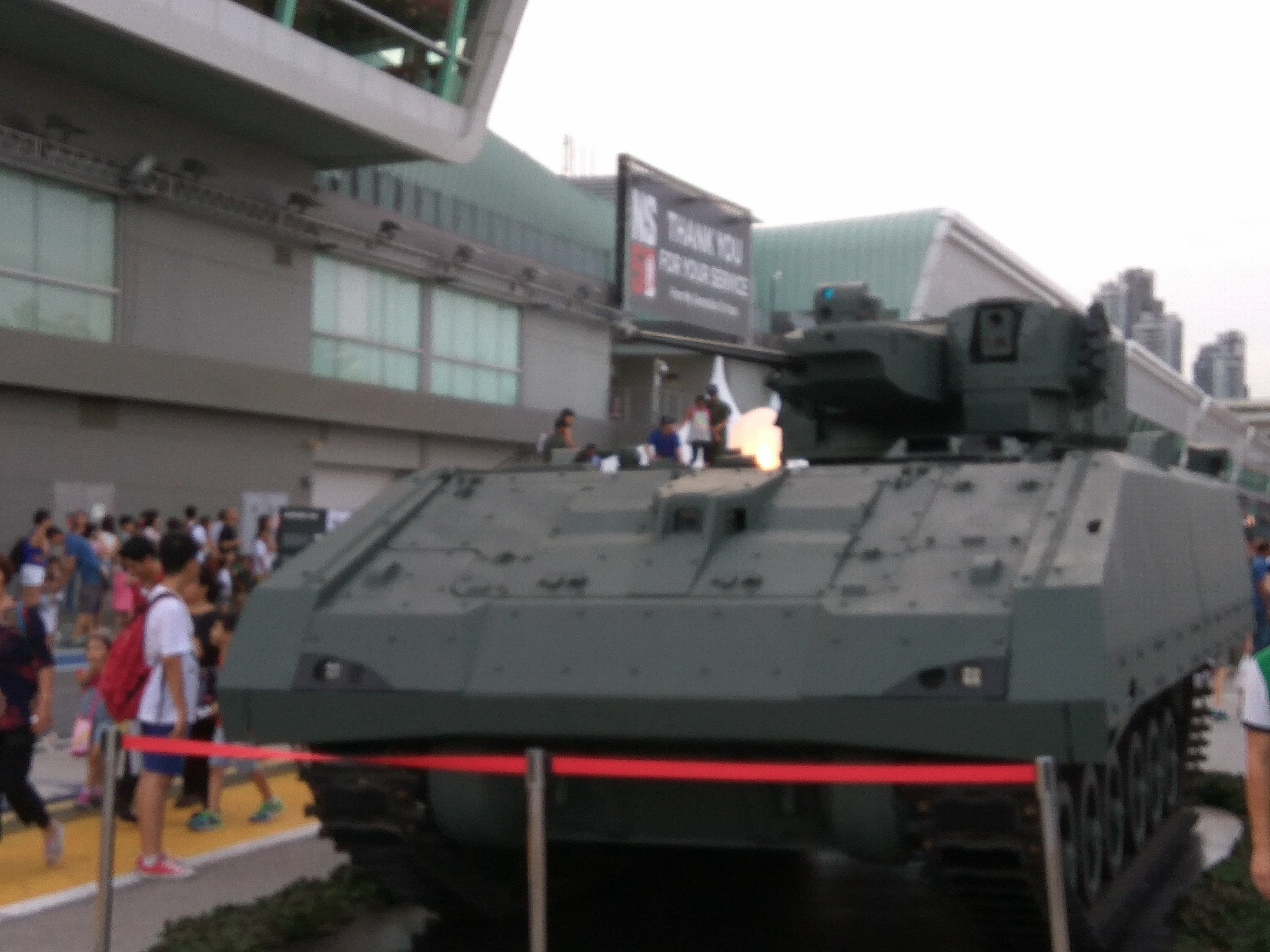
2017年新加坡陸軍營區開放日展出的獵人裝甲戰鬥車。

2006年新加坡國防科技局展開「新一代裝甲戰鬥車輛」計劃（NGAFV）。
2017年3月新加坡科技工程有限公司宣布，旗下子公司新加坡科技動力有限公司已獲得新加坡國防部（MINDEF）的合約生產新一代裝甲戰鬥車輛」計劃（NGAFV）。
原型車於2017年新加坡陸軍開放日、2018年新加坡航展上展出。
新加坡陸軍第42裝甲營於2020年首先換裝獵人裝甲戰鬥車。

## 型號
- 戰鬥車
- 指揮車
- 裝甲架橋車
- 工兵車
- 裝甲回收車

## 使用國
新加坡
- 新加坡陸軍

## 資料來源
1. ↑  . 2019-06-11  [2019-08-08]. （原始内容存档于2020-12-12）.
2. ↑  .   [2019-08-09]. （原始内容存档于2020-11-09）.
3. ↑  王光磊編譯. . 青年日報. 2019-06-12  [2019-08-09]. （原始内容存档于2019-08-09） （中文）.

## 外部連結
- YouTube上的Commissioning Video
- YouTube上的Singapore Army Hunter AFV